# Willem Marcus van Weede van Berencamp
Jonkheer Willem Marcus van Weede van Berencamp (* 9. November 1848 in Amsterdam; † 23. Dezember 1925 in Wien) war ein niederländischer Diplomat und Politiker, der zwischen 1902 und 1925 Gesandter in Österreich war und zwischenzeitlich von April bis August 1905 Außenminister im Kabinett Kuyper war.

## Leben

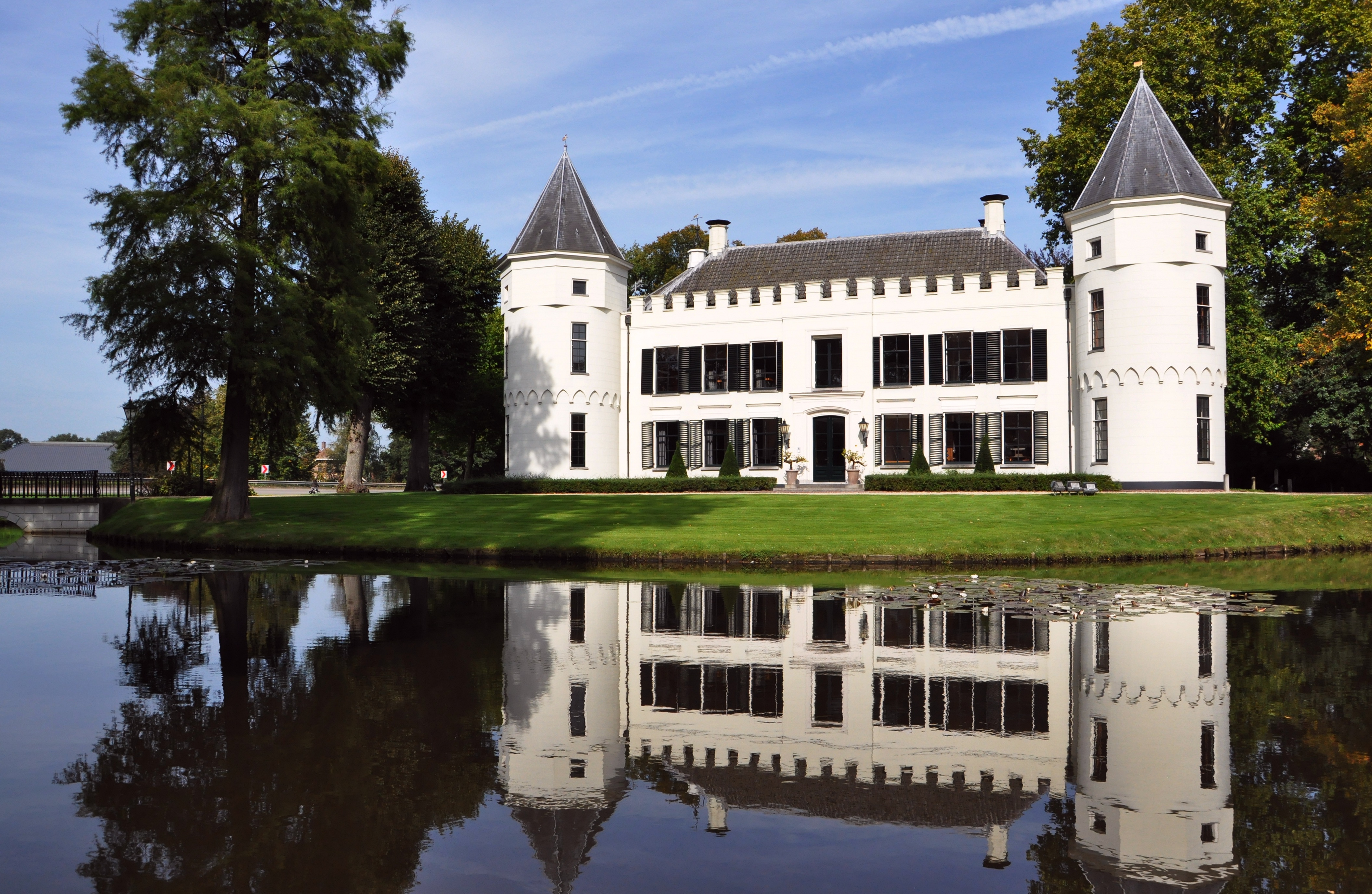
Landgut Salentein in Nijkerk, das seit 1855 Sitz der Familie van Weede war

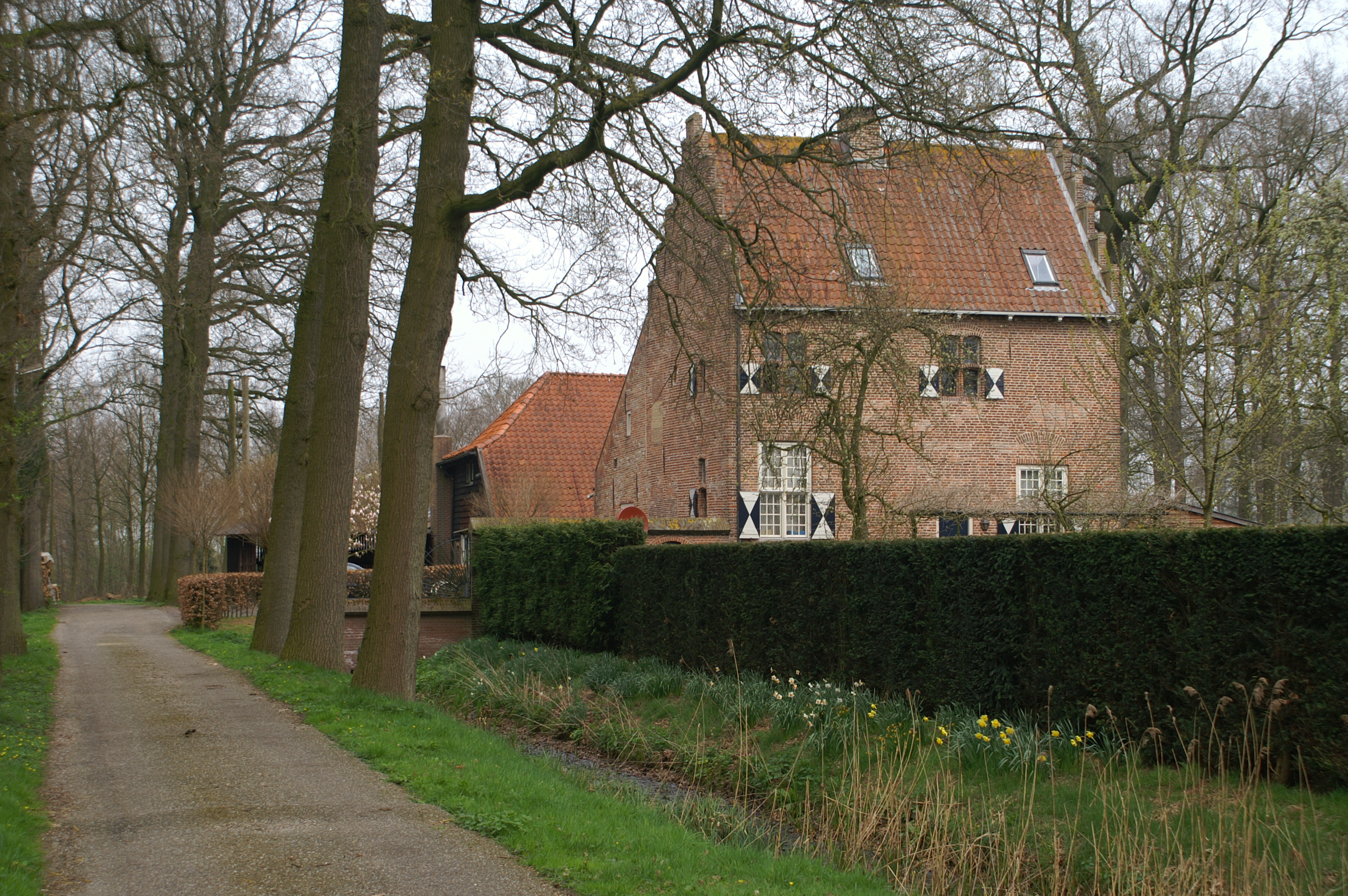
1898 erwarb Willem Marcus van Weede das benachbarte Landgut De Berencamp in Nijkerk und ließ dort 1906 einen gemeinsamen Garten zum Landgut Salentein anlegen

Willem Marcus van Weede van Berencamp stammte aus einer Adelsfamilie. Sein Vater war Mitglied des Gemeinderates von Nijkerk sowie Mitglied der Provinciale Staten der Provinz Gelderland, während seine Mutter Großmeisterin im Königlichen Haushalt von Königin Sophie war. Er selbst trat in den diplomatischen Dienst ein und wurde am 20. April 1898 von Königin Wilhelmina zum Kammerherr im Außerordentlichen Dienst ernannt. Am 1. Februar 1902 wurde er zum Außerordentlichen Gesandten und Bevollmächtigten Minister in Österreich-Ungarn ernannt und verblieb auf diesem Posten bis zum 22. April 1905. Zugleich fungierte er zwischen dem 11. November 1902 und dem 20. April 1905 als Vorsitzender der Prüfungskommission für die Examen im konsularischen Dienst.
Als Nachfolger seines Schwagers Robert Melvil van Lynden übernahm van Weede van Berencamp am 22. April 1905 kurzzeitig das Amt als Außenminister (Minister van Buitenlandse Zaken) im Kabinett Kuyper und bekleidete dieses bis zum 7. August 1905.
Anschließend kehrte Jonkheer Willem Marcus van Weede van Berencamp als Außerordentlichen Gesandten und Bevollmächtigten Minister nach Österreich-Ungarn zurück und verblieb auf diesem diplomatischen Posten bis zu seinem Tode am 23. Dezember 1925. Er war zudem vom 27. November 1920 bis zum 23. Dezember 1925 auch als Gesandter im Königreich Rumänien akkreditiert.
Aus seiner 1878 geschlossenen Ehe mit Jongvrouw Volkertina Adriana van Haersma de With ging der Sohn Hendrik Maurits van Weede (1879–1912) hervor, der als Gesandtschaftssekretär ebenfalls im diplomatischen Dienst war. Da dieser jedoch vor seinem Vater verstarb, erbte 1925 der Neffe Hendrik Maurits van Haersma de With das Landgut De Berencamp in Nijkerk, das Willem Marcus van Weede 1898 vom Adelsgeschlecht Pallandt erworben hatte. Dieses grenzte an den Landsitz Salentein, das sich bereits zuvor im Besitz der Familie van Weede befand. 1906 ließ er für die beiden Landsitze einen gemeinsamen Garten anlegen. Für seine Verdienste wurde ihm das Großkreuz des Orden von Oranien-Nassau verliehen.